# المهدي عباس القاسمي
 المهدي عباس بن الحسين المنصور القاسمي  (1719 - 4 سبتمبر 1775) كان أحد الأئمة الزيدية على اليمن وصل إلى الحكم عقب وفاة والده المنصور الحسين الثاني ورغم أن لم يكن أكبر أبناء المنصور، إلا أنه حظي بدعم طبقة القضاة في اليمن حينها على حساب أخوه علي الذي وضع في الحبس إلى أن مات  عاصره محمد الشوكاني وكتب عنه أن كان مثالا لما يجب أن يكون عليه أئمة المدرسة الزيدية على حد تعبيره 
كان ابن أمة سوداء وهو ماخلق له عددا من المشاكل مع مشايخ القبائل اليمنية بل إن بعض الرحالة الأوروبيين دونوا ذلك، مع ذلك فإن المهدي عباس كان يلقى قبولا من رجال الدين والقضاة. كتب الرحالة الألماني كارستن نيبور بنبرة عنصرية:«لولا بعض الصفات الزنجية فيه، لإعتبرته رجل صالحا» وأشار إلى استقلال ماعرف تاريخيا «بجناحي الأئمة الزيدية» قبيلتها همدان حاشد وبكيل وكانت نجران الامتداد الطبيعي لقبائل همدان تحت سلطة المكرمي حينها وتتبع الإمام شكليا  كان ملكا ثريا وبنى عدد من المساجد والمدارس في صنعاء وكان على إتصال بالأوروبيين لشراء الأسلحة منهم، توفي عام 1775 وخلفه إبنه المنصور علي الأول.